# Simulium multidentatum
Simulium multidentatum är en tvåvingeart som beskrevs av Bodrova 1988. Simulium multidentatum ingår i släktet Simulium och familjen knott. Inga underarter finns listade i Catalogue of Life.